# Bus de Tallinn
Le transport par bus à Tallinn est l'un des types de transports publics de Tallinn la capitale de l'Estonie qui assure le transport de passagers dans les limites de la ville de Tallinn.
Le transport en bus est assuré par l'entreprise municipale Tallinna Linnatranspordi AS.
Tous les itinéraires sont desservis par une seule flotte de bus.

## Carte et horaires des transports publics de Tallinn
La carte officielle des transports publics de Tallinn pour 2020 est consultable en ligne.
Les horaires des transports publics de Tallinn sont disponibles en ligne en sept langues : estonien, anglais, finnois, russe, allemand, letton et lituanien. Ils comportent un planificateur de trajet et une vue cartographique en direct de l'emplacement des véhicules.

## Terminus
La principale gare routière de Tallinn est située sous le Viru Keskus, au centre-ville de Tallinn, d'où partent 14 des 72 lignes de bus. Les autres terminus principaux sont Väike-Ïismäe, Keskuse, Seli, Balti Jaam, Priisle, Kadaka, Vana-Pääsküla, Estonia et Kopli. De nouveaux terminus de transports publics sont prévus à Lilleküla appelés Kristiine HUB (entre la gare Balti Jaam et Kristiine keskus) et Ülemiste (entre la gare d'Ülemiste, le centre commercial T1 de Tallinn et le centre commercial d’Ülemiste).

## Lignes de bus locaux à Tallinn
Les numéros de lignes se composent d'un ou deux chiffres, parfois accompagnés de la lettre A ou B. Ces lettres sont généralement utilisées lorsque deux (ou trois) lignes de bus empruntent principalement le même itinéraire, mais ont des terminus différents, par exemple les lignes de bus 17 et 17A. , qui partent tous deux du même arrêt de bus et suivent le même itinéraire, mais ont des arrêts finaux différents.

### Bus de jour
En 2024, il y a 68 lignes de bus de jour à Tallinn.
| #   | Origine           | Destination      | Parcours |
| --- | ----------------- | ---------------- | -------- |
| 1   | Viru keskus       | Viimsi keskus    | carte    |
| 2   | Mõigu             | Balti Jaam       | Carte    |
| 3   | Veerenni          | Randla           | Carte    |
| 4   | Väike Õismäe      | Tiskre           | Carte    |
| 5   | Männiku           | Metsakooli tee   | Carte    |
| 6   | Merivälja Pansion | Metsakooli tee   | Carte    |
| 7   | Seli              | Sõjamäe          | Carte    |
| 8   | Viru keskus       | Äigrumäe         | Carte    |
| 9   | Kadaka            | Priisle          | Carte    |
| 10  | Väike Õismäe      | Vana Pääsküla    | Carte    |
| 11  | Kadaka            | Kivisilla        | Carte    |
| 12  | Väike Õismäe      | Priisle          | Carte    |
| 13  | Väike Õismäe      | Seli             | Carte    |
| 14  | Viru keskus       | Vana Pääsküla    | Carte    |
| 15  | Viru keskus       | Sõjamäe          | Carte    |
| 16  | Väike Õismäe      | Tallinn-Väike    | Carte    |
| 18  | Viru keskus       | Laagri           | Carte    |
| 18A | Viru keskus       | Urda             | Carte    |
| 20  | Reisisadam        | Pääsküla jaam    | Carte    |
| 20A | Viru keskus       | Laagri alevik    | Carte    |
| 21  | Balti jaam        | Landi            | Carte    |
| 21A | Väike Õismäe      | Kakumäe          | Carte    |
| 21B | Balti jaam        | Kakumäe          | Carte    |
| 22  | Väike Õismäe      | Estonia          | Carte    |
| 23  | Kadaka            | Bussijaam        | Carte    |
| 24  | Mustamäe          | Estonia          | Carte    |
| 24A | Kadaka            | Estonia          | Carte    |
| 26  | Väike Õismäe      | Paljassaare      | Carte    |
| 26A | Väike Õismäe      | Paljassaare põik | Carte    |
| 27  | Harkujärve        | Laagri alevik    | Carte    |
| 28  | Veerenni          | Väike Õismäe     | Carte    |
| 29  | Viru keskus       | Priisle          | Carte    |
| 30  | Seli              | Kärmu            | Carte    |
| 31  | Priisle           | Estonia          | Carte    |
| 32  | Männiku           | Kopli            | Carte    |
| 33  | Männiku           | Kopli            | Carte    |
| 34  | Viru keskus       | Muuga aedlinn    | Carte    |
| 35  | Viru keskus       | Seli             | Carte    |
| 36  | Väike Õismäe      | Viru             | Carte    |
| 37  | Keskuse           | Zoo              | Carte    |
| 38  | Viru keskus       | Muuga            | Carte    |
| 39  | Veerenni          | Liikuri          | Carte    |
| 40  | Viru keskus       | Pelguranna       | Carte    |
| 41  | Balti jaam        | Landi            | Carte    |
| 41B | Balti jaam        | Kakumäe          | Carte    |
| 42  | Väike Õismäe      | Kaubamaja        | Carte    |
| 44  | Viru keskus       | P.Pinna          | Carte    |
| 45  | Väike Õismäe      | Ülemiste         | Carte    |
| 46  | Väike Õismäe      | Seli             | Carte    |
| 47  | Väike Õismäe      | Bussijaam        | Carte    |
| 49  | Viimsi keskus     | Lennujaam        | Carte    |
| 50  | Seli              | Pae              | Carte    |
| 51  | Viru keskus       | Priisle          | Carte    |
| 54  | Kurina            | Estonia          | Carte    |
| 55  | P.Pinna           | Kivisilla        | Carte    |
| 57  | Raudalu           | Kalev            | Carte    |
| 58  | Priisle           | Pae              | Carte    |
| 59  | Balti jaam        | Pikakari         | Carte    |
| 60  | Priisle           | Maneeži          | Carte    |
| 61  | Kotermaa          | Järve haigla     | Carte    |
| 62  | Väike Õismäe      | Mäeküla          | Carte    |
| 63  | Priisle           | Maneeži          | Carte    |
| 64  | Väike Õismäe      | Ülemiste         | Carte    |
| 65  | Seli              | Lennujaam        | Carte    |
| 66  | Priisle           | Pelguranna       | Carte    |
| 67  | Seli              | Estonia          | Carte    |
| 72  | Keskuse           | Kopli            | Carte    |
| 73  | Veerenni          | Tööstuse         | Carte    |

### Bus de nuit
À partir du 19 mai 2023, le projet pilote de lignes de bus de nuit a été lancé, qui a ajouté 4 nouvelles lignes de bus - 91, 92, 93 et 94. Toutes les lignes ont la même destination finale - Balti Jaam. Désormais, ils fonctionnent de 0h30 à 3h00, du vendredi soir au samedi et du samedi soir au dimanche. Initialement, la montée en charge devait durer jusqu'au 17 septembre, puis elle a été prolongée jusqu'au 29 octobre et enfin jusqu'au 31 décembre. Les lignes de bus de nuit sont devenues populaires parmi les habitants de Tallinn et étaient utilisées par environ 10 000 personnes chaque mois. Il a donc été décidé de maintenir les lignes de bus de nuit de manière permanente, en ajoutant deux nouvelles lignes - 95 et 96.
Les lignes de nuis sont:
| Ligne | Origine    | Destination   | Parcours |
| ----- | ---------- | ------------- | -------- |
| 91    | Balti jaam | Mustamäe      | Carte    |
| 92    | Balti jaam | Väike-Õismäe  | Carte    |
| 93    | Balti jaam | Pelguranna    | Carte    |
| 94    | Balti jaam | Priisle       | Carte    |
| 95    | Balti jaam | Viimsi keskus | Carte    |
| 96    | Balti jaam | Vana-Pääsküla | Carte    |

## Fréquence
Les fréquences des bus prévus dépendent de l'itinéraire et de l'heure de la journée. La plupart des itinéraires vers les quartiers à haute densité de Lasnamäe, Väike-Õismäe, Mustamäe et Pelguranna (tous construits pendant l'occupation soviétique) ont des intervalles typiques de 6 à 15 minutes, tandis que les intervalles de bus réguliers typiques vers les quartiers à faible densité de Nõmme et Pirita durent de 12 à 60 minutes (certains itinéraires ne sont exploités que pendant les heures de pointe et non le week-end).
Les itinéraires et les horaires sont déterminés par l'Autorité des transports de Tallinn. Les accords sont renouvelés tous les cinq ans.